# Zawierzbie (Wołowice)
Zawierzbie – część wsi Wołowice w Polsce położona w województwie małopolskim, w powiecie krakowskim, w gminie Czernichów.
W latach 1975–1998 Zawierzbie należało administracyjnie do województwa krakowskiego.